# Altenwerder

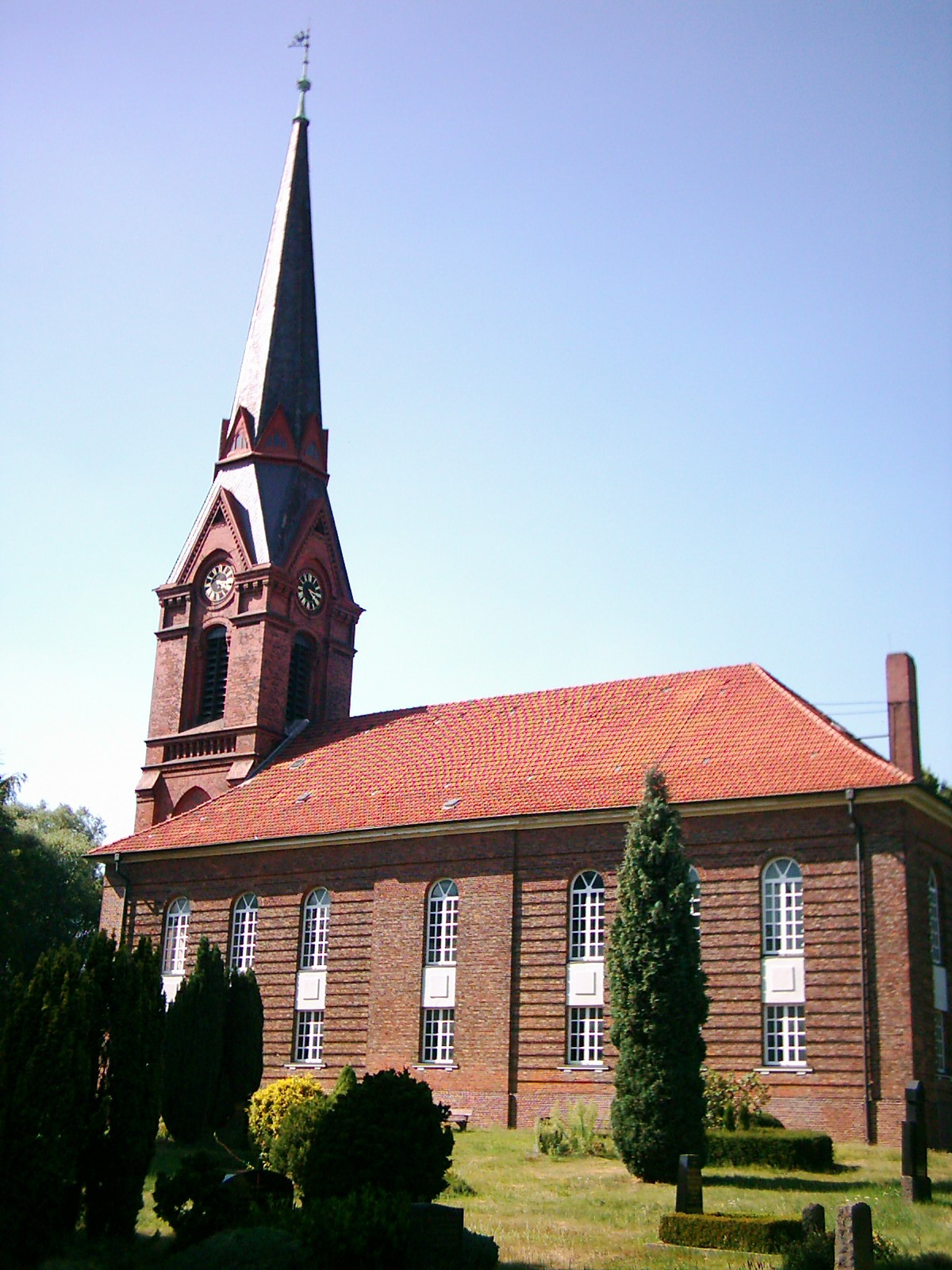
L'église Sainte-Gertrude d'Altenwerder, seul édifice subsistant de l'ancien village.

Altenwerder est une ancienne localité appartenant à la municipalité de Hambourg (Allemagne), située sur la Süderelbe, c'est-à-dire le bras méridional de l’Elbe (voir ci-dessous).
Existant depuis le Moyen Âge, et ayant compté jusqu’à 2 000 habitants, ce village de marais fut toutefois, à partir du milieu des années 1970, progressivement vidé de ses habitants, et démoli, pour permettre l’expansion du port de Hambourg, en particulier l’aménagement d’un grand terminal à conteneurs, parmi les plus modernes, mis en service en plusieurs phases à partir de 2002.
Ainsi, depuis 1998, Altenwerder n’a-t-il plus aucun habitant. De l’ancien marais endigué, et des maisons qui s’y trouvaient, ne demeure plus rien, si ce n’est l’église du village, que sera préservée, et qui se dresse désormais au milieu d’une mince zone verte coincée entre une autoroute et une gare de triage à l’ouest et une autre au nord, et le nouveau terminal à conteneurs à l’est.
La destinée de ce village de marais n’est pas sans rappeler celle des villages situés dans la plaine au nord de la ville d’Anvers, tels que Lillo et Doel, sacrifiés, d’une manière similaire, à l’expansion du port d'Anvers.

## Localisation
Altenwerder se situe à environ 5 km (à vol d’oiseau) au sud-ouest du centre-ville de Hambourg, sur la Süderelbe, bras méridional de l’Elbe. Le fleuve présente en effet, à quelque 15 km en amont de Hambourg, une bifurcation dont les deux bras — nord et sud, respectivement Norderelbe et Süderelbe —, lesquels se rejoignent à environ trois km en aval du centre de la ville, déterminant une île en forme de losange, d’un diamètre de 10 km environ, dont une moitié environ (la partie nord et ouest) est aujourd’hui occupée par les bassins et docks du port de Hambourg. Altenwerder comprenait en premier lieu une étendue endiguée (polder), de forme rectangulaire, mais dont l’extrémité ouest serait arrondie, de 2 km de longueur et de 1 km de hauteur, ensuite quelques terres circonvoisines situées hors digue.
On comparera la situation ancienne ci-contre, figurée par un extrait d’un vieux plan de Hambourg, avec la situation actuelle en consultant un plan moderne (p. ex. www.stadtplan.net: saisir ‘hamburg’ dans la fenêtre ‘Ort’ et ‘altenwerder kirchweg’ dans la fenêtre ‘Straße optional’), ou, dans Google Earth, saisir ‘Altenwerder’ dans la fenêtre de recherche.

## Histoire
Faisant partie d’abord de l’ancienne île de Gorieswerder, vaste île endiguée située au sud de la ville de Hambourg, et qu’embrassaient deux branches de l’Elbe (le mot allemand Werder désigne une île sise au milieu d’une rivière), Altenwerder en fut détaché en 1248, par l’effet d’une marée de tempête connue en Allemagne sous le nom de Allerkindleinsflut, qui désagrégea ladite île en plusieurs îles nouvelles. Les écrits les plus anciens qui mentionnent le village d’Altenwerder (Oldenwerdere) et qui soient parvenus jusqu’à nous, ne portent pas de date, mais ont pu être datés par les historiens aux alentours de 1250. Après que la zone eut été rendue inhabitable à la suite d'une série de marées de tempête, en particulier par la grande marée dite de sainte Cécile en 1412, Altenwerder fut endiguée à nouveau, aux termes d’un accord, conclu en février 1418 entre les seigneurs de l’archevêché de Brême et les ducs de Brunswick et de Lunebourg.

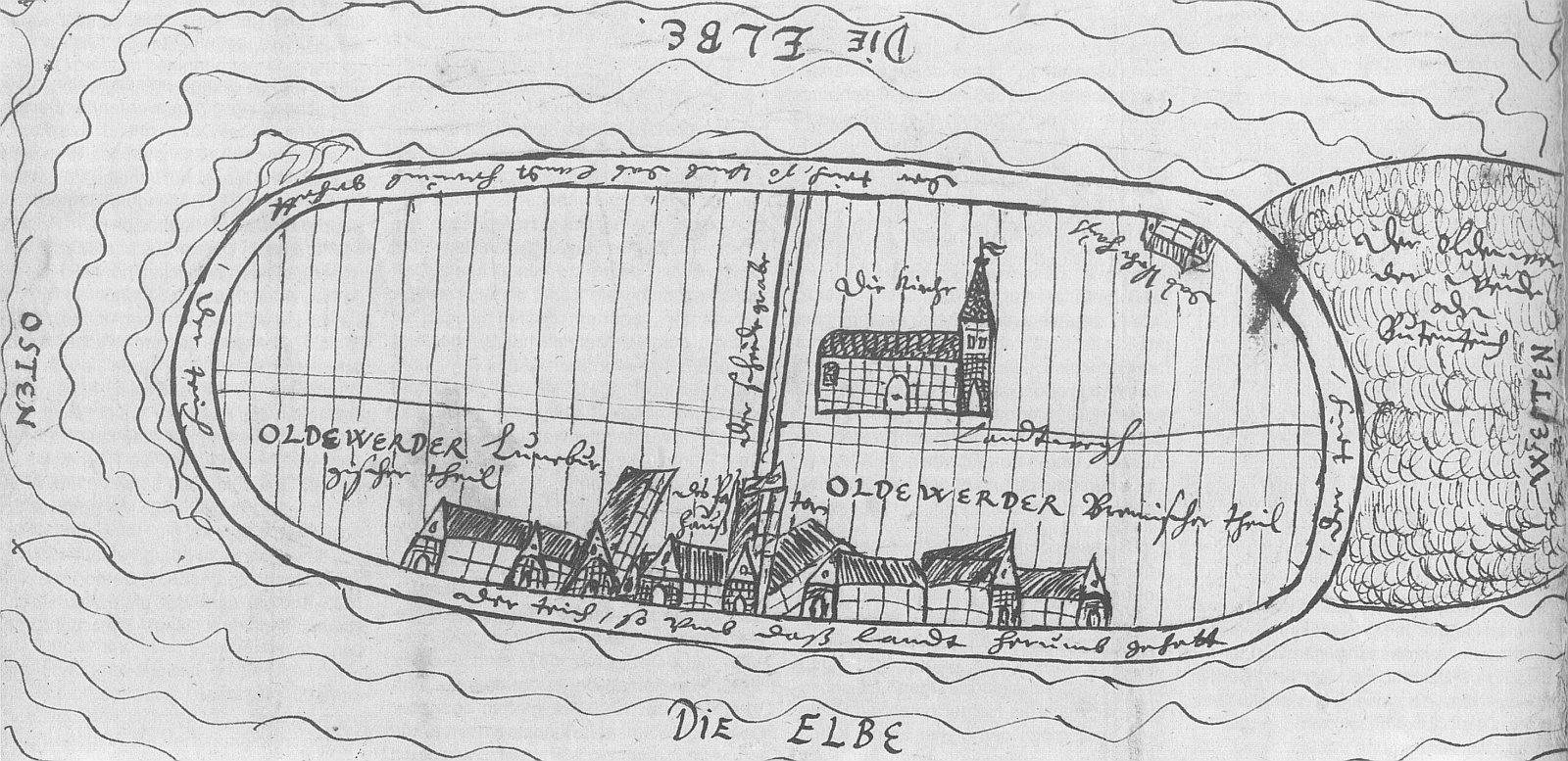
Altenwerder sur une carte de 1615. En bas, la levée nord (Norderdeich — le nord est en bas sur la carte), avec sa rangée de maisons ; au milieu de l’îlot, on distingue l’église, près du fossé de démarcation séparant la partie rattachée à Lunebourg (à gauche) d’avec celle rattachée à Brême (à droite) ; en haut à droite, la cabane du passeur, point de départ du bachot de Moorburg ; à droite (c'est-à-dire à l’ouest), prairies situées hors digue.

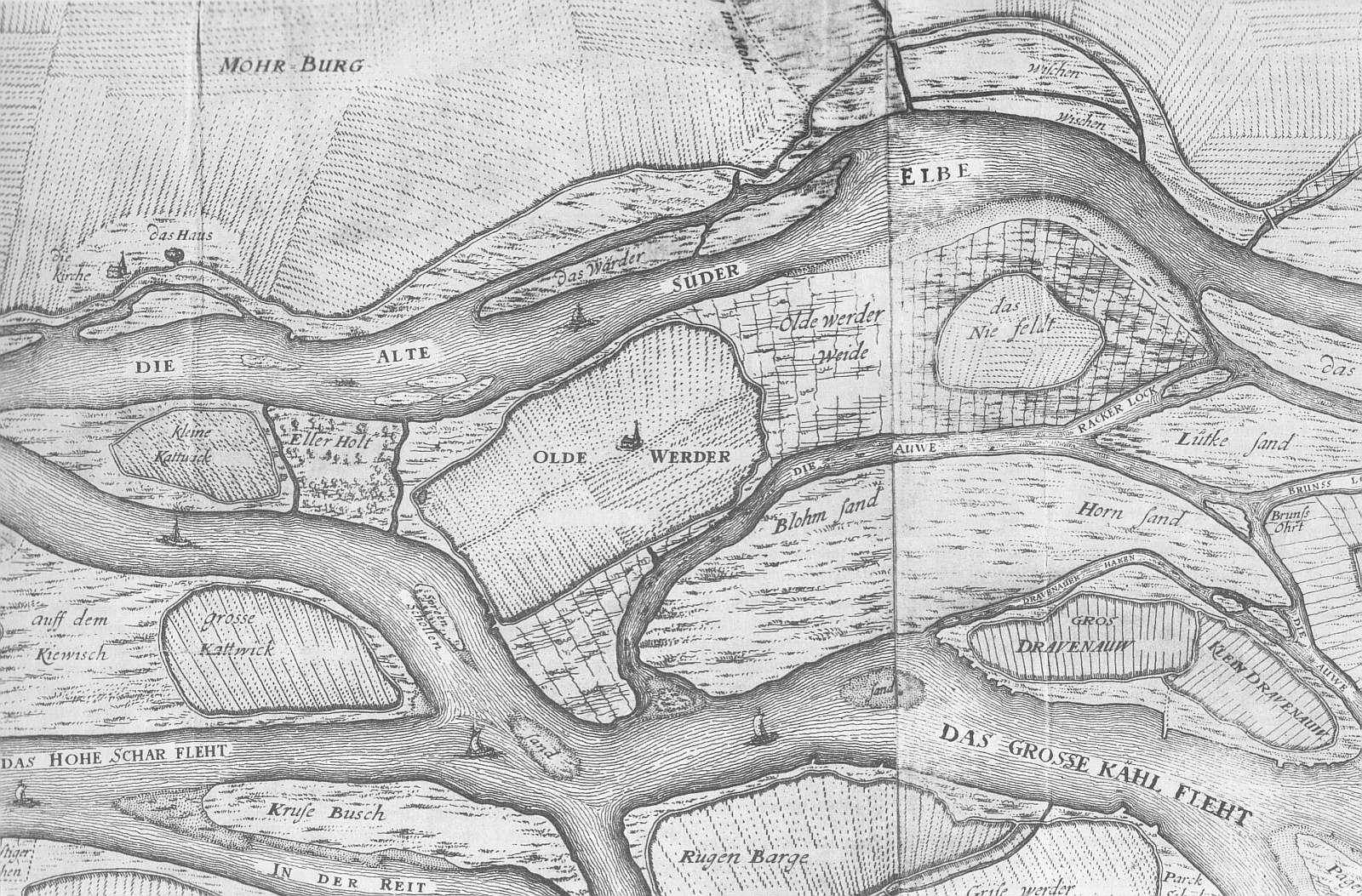
Altenwerder (« Olde Werder ») sur une carte de l’Elbe, de 1702, montrant le marais endigué et le Querweg (le nord est en bas sur la carte).

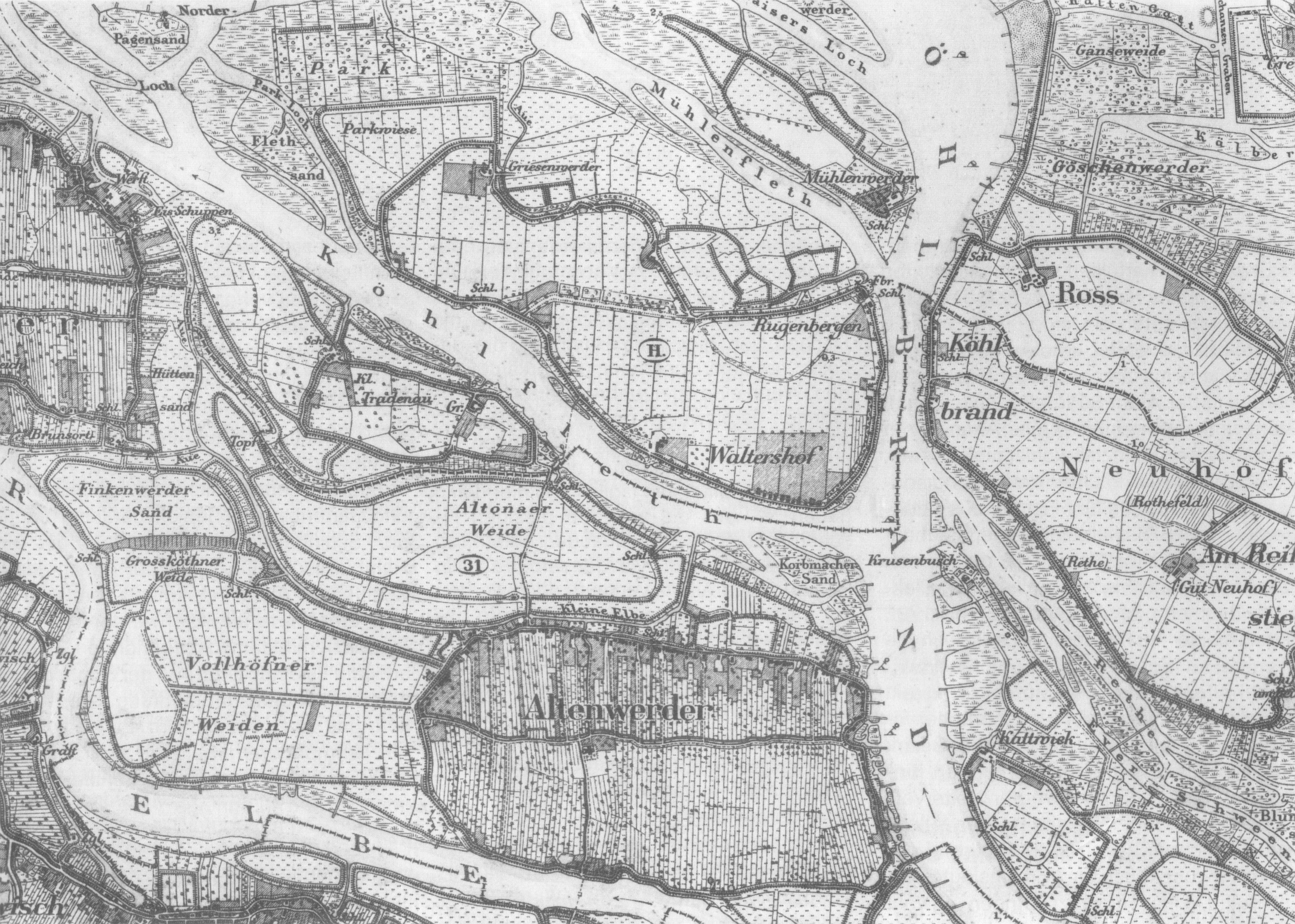
Altenwerder en 1878.

Au XVe siècle, l’île d’Altenwerder se trouvait être mise en valeur par seulement seize grands fermiers. Des documents anciens attestent que l’île possédait dès 1436 sa propre église; en 1468, Altenwerder est mentionné pour la première fois en tant que paroisse, et en 1659 fut bâtie une église nouvelle.
Au début du XVIe siècle furent admis à s’installer sur le marais de petits paysans et métayers, tenus, pour pouvoir exploiter la terre, de verser un loyer aux grands fermiers, et qui étaient en outre à la disposition, à titre de journaliers, pour effectuer des travaux de construction et de réfection au pourtour de digues, long de quelque 6 km. Au fil du temps, par l’effet des divisions d’héritage et des acquisitions de terrain, s’est formée une structure sociale à strates multiples, allant de gros fermiers autonomes, jusqu’à des petits paysans incapables de subvenir à leurs besoins par leur seule activité agricole. En 1678, l’on recensait deux grosses fermes, cinq fermes de taille moyenne, neuf petits paysans et neuf journaliers; en 1756, l’on dénombrait déjà à Altenwerder, à côté de 15 grosses fermes et 2 fermes moyennes, 69 petits propriétaires agricoles.
Du point de vue architectural, les fermes appartenaient au modèle traditionnel du Fachhallenhaus, typique de l’Allemagne septentrionale, et de la Basse-Saxe en particulier, caractérisé par: un toit de chaume; un plan rectangulaire, réunissant, en un seul corps de bâtiment (Halle), habitation, grange et étables; une structure interne compartimentée, s’articulant autour de plusieurs (deux, trois, ou quatre) alignements de poutres verticales porteuses, à écartement constant (2,50 m), dont les travées déterminent un ensemble de caissons (Fach).
La digue qui bordait le marais subdivisait le territoire en zones situées à l’intérieur de l’enceinte de digues et en zones situées à l’extérieur de ce périmètre. À l’intérieur se trouvaient les parcelles destinées aux cultures (maraîchère, fruitière, céréales), et hors digue les pâturages. La crête de la digue fut élargie suffisamment que pour y aménager une voie carrossable. Les terrains surélevés à proximité des digues offraient un lieu approprié pour la construction des maisons; sur l’île oblongue d’Altenwerder, c’est la digue nord qui faisait office de Hausdeich, c'est-à-dire la digue où, à l’origine, les maisons furent implantées côte à côte; de là, les propriétés individuelles s’étendaient jusqu’à la digue sud. Ultérieurement, de nouvelles maisons furent construites hors digue sur des Warften, c'est-à-dire des buttes artificielles, où elles étaient cependant moins bien protégées et plus vulnérables aux marées de tempête. Des voies transversales (Querweg) permettaient d’avoir accès à l’intérieur de l’île.
L’église nouvelle, érigée en 1769, fut gravement endommagée par une marée de tempête en 1825. Derechef une église neuve fut construite et consacrée en 1831. Le nouvel édifice étant dépourvu de clocher, les cloches furent suspendues dans un petit campanile à jour, en bois, monté devant l’église. Le clocher ne fut construit qu’en 1895.
En 1910, la superficie totale d’Altenwerder était chiffrée à 825 ha, dont 110 ha de terres cultivées, 521 ha de prés, et 194 ha de jachères. Un recensement de la population effectué en 1925 releva à Altenwerder 243 immeubles habités abritant 493 ménages et environ 2 010 habitants. Un recensement du cheptel de 1924 permit d’établir que 255 ménages s’adonnaient à l’élevage, et comptabilisa 146 chevaux, 538 bovins, 23 ovins, 517 porcins, 41 caprins, 11 oies, 309 canards et 2 550 poules.
Fournisseurs de la ville de Hambourg, les habitants d’Altenwerder vivaient de la culture maraîchère, de la production laitière, de pêcheries et des produits de leur artisanat. À partir du XIXe siècle, la fruiticulture avait pris une certaine ampleur également. La transformation progressive, engagée au XXe siècle, des îles du Sud de Hambourg en zones industrielles et portuaires procura aux habitants de nouvelles possibilités d’emploi, mais en même temps, mirent à mal à la fois le paysage poldérien traditionnel et la vie insulaire retirée.
En 1937, Altenwerder fut incorporé administrativement à la ville de Hambourg, plus exactement dans le district Süderelbe.
Pendant la deuxième guerre mondiale, le village, étant sis à peu de distance du bunker à sous-marins ELBE II, eut à subir plusieurs bombardements ; le 8 avril 1945, lors d’une des dernières attaques aériennes visant Hambourg, l’église fut gravement endommagée par un projectile. Promptement restaurée, elle fut, à l’automne 1948, une des premières églises dans la région hambourgeoise à être rouverte. Elle se dresse aujourd’hui, solitaire, près de l’autoroute A7, seul bâtiment subsistant de l’ancien village d’Altenwerder.

## Évacuation et démolition
Une expansion du port était envisagée à Hambourg dès les années 1920, c'est-à-dire bien avant qu’il ne fût même question de conteneurisation. L’idée ne fut cependant reprise qu’après la guerre, et aboutit finalement, en 1961, à l’adoption d’une loi en ce sens (Hafenerweiterungsgesetz). Dans le cadre de celle-ci, la municipalité de Hambourg s’efforça dans les années soixante d’entrer en possession de terrains et d’en reloger les habitants ailleurs. En 1973, le plan d’extension portuaire, lequel impliquait ni plus ni moins que le village et ses 14 km2 de terres fussent complètement rayés de la carte, fut communiqué à la population d’Altenwerder. Entre 1973 et 1978, une procédure d’expropriation fut engagée, sous la pression de laquelle beaucoup de gens purent être amenés, moyennant indemnisation, à déménager. La loi de 1961 en effet visait à restreindre le pouvoir de disposition des propriétaires sur leurs biens-fonds; ainsi, qui n’obtempérait pas était menacé d’expropriation par la municipalité.
Vers la fin des années 1970, plus de 200 habitants avaient déjà quitté la localité. Les maisons étaient aussitôt démolies par la municipalité, afin d’éviter que d’autres pussent jamais s’installer sur les mêmes lieux. Le 20 janvier 1982, le sort de la localité fut scellé de façon définitive par la deuxième loi d’extension portuaire (intitulée cette fois Hafenentwicklungsgesetz). Un certain nombre de propriétaires, soutenus par la Liste alternative verte (Grün-Alternative Liste), déposèrent plainte, et le tribunal statua en leur faveur — trop tard cependant, le déroulement des événements ne pouvant plus, de fait, être infléchi, et en 1998 les derniers habitants quittaient Altenwerder. Seuls sont demeurés intacts le petit cimetière ainsi que l’église Sainte-Gertrude qui le jouxte, cette dernière jouissant du statut de monument classé au moins jusqu’à 2025 ; elle se dresse désormais au milieu d’une mince bande verte serrée des deux côtés par des étendues remblayées où ont été aménagés, au nord, une gare de marchandises, et à l’est, le terminal à conteneurs, lequel ne put être mis en service de manière effective qu’en 2002. Le Querweg, qui autrefois traversait le marais endigué de part en part, s’arrête abruptement au bout de 300 m. L’église est désormais rattachée à la paroisse de Hausbruch, située un peu plus au sud. Attirés sans doute par la singularité de cette église, de nombreux couples viennent y célébrer leur mariage.

## Le terminal
Le terminal à conteneurs d’Altenwerder (ci-après dénommé CTA, selon son sigle allemand) s’étend sur une superficie de 1,1 million de m² et a été conçu pour permettre, en phase finale, une capacité d’environ 3 millions d'ÉVP manutentionnés par an. À l’heure actuelle (2007), la capacité s’élève à 2,4 millions d'ÉVP.

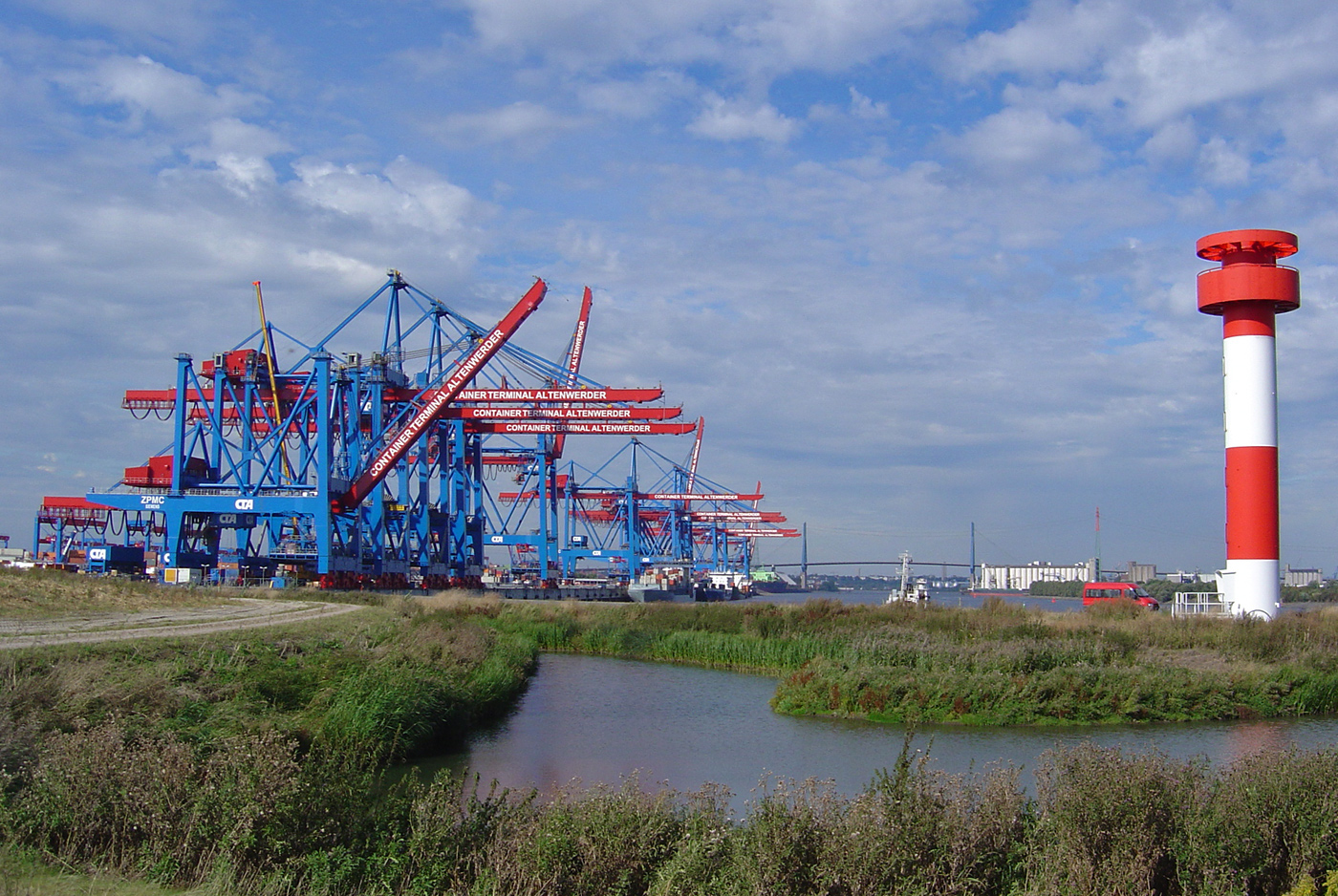
Altenwerder : portiques de levage du terminal à conteneurs. Le pont au loin est la Köhlbrandbrücke (ouv. 1974).

Le long du quai d’amarrage, situé sur le côté est du CTA, et d’une longueur de 1 400 m, peuvent être chargés ou déchargés simultanément jusqu’à quatre navires porte-conteneurs, y compris les gros bâtiments de la prochaine génération. Aux lieux d’accostage, la profondeur du fleuve atteint 16,7 m, et la hauteur du quai est de 7,5 m. Quelque 12 millions de m³ de sable furent remblayés, de sorte à réaliser, entre l’arête du quai et le fond du fleuve, une différence de niveau de 24 m.
La plus grande partie de la superficie est occupée par l’entrepôt central, d’une capacité de stockage de 30 000 ÉVP, dont 2 040 dotés de prises de courant pour conteneurs frigorifiques. L’entrepôt est servi par 26 paires de portiques de manutention et 74 véhicules.
La partie ouest du CTA comprend les stations de transbordement sur camions, ainsi qu’une gare de formation, construite spécialement pour le CTA, comportant six voies, et permettant de composer des convois ferroviaires complets.
Une particularité de ce terminal est l’automatisation quasi intégrale du processus de manutention. Il n’y a plus guère que le transbordement des conteneurs du navire vers le quai, et du terminal vers la route, qui nécessite encore l’intervention humaine ; pour le reste, l’ensemble des grues et des chariots de transport opérant dans l’entrepôt à conteneurs lui-même sont pilotés par un ordinateur central.